# Rajd Kormoran 1999
Rajd Kormoran 1999 – 25. edycja Rajdu Kormoran. Był to rajd samochodowy rozgrywany od 15 do 17 maja 1999 roku. Była to piąta runda Rajdowych Samochodowych Mistrzostw Polski w roku 1999. Rajd składał się z jedenastu odcinków specjalnych (jeden odcinek anulowano). Podczas przejazdu pierwszego odcinka zawodnik Jan Chróścik, zasłabł za kierownicą i zmarł na atak serca. Kierowca zdążył zwolnić i choć samochód wypadł z drogi pilotowi się nic nie stało.

## Wyniki końcowe rajdu[2]
| Miejsce | Kierowca             | Pilot              | Samochód                    | Czas      | Strata   | Grupa Klasa |
| ------- | -------------------- | ------------------ | --------------------------- | --------- | -------- | ----------- |
| 1       | Krzysztof Hołowczyc  | Jean-Marc Fortin   | Subaru Impreza WRC S4 '98   | 1:25:11.5 | -        | A8          |
| 2       | Janusz Kulig         | Jarosław Baran     | Ford Escort WRC             | 1:26:53.5 | +1:42.0  | A8          |
| 3       | Leszek Kuzaj         | Andrzej Górski     | Subaru Impreza 555          | 1:27:32.9 | +2:21.4  | A8          |
| 4       | Marek Gieruszczak    | Artur Skorupa      | Toyota Celica GT-Four       | 1:29:48.0 | +4:36.5  | A8          |
| 5       | Paweł Dytko          | Tomasz Dytko       | Mitsubishi Lancer Evo IV    | 1:31:56.9 | +7:37.2  | N4          |
| 6       | Robert Herba         | Jacek Rathe        | Mitsubishi Lancer Evo V     | 1:33:21.4 | +8:09.9  | N4          |
| 7       | Bartłomiej Baniowski | Piotr Wieczorek    | Subaru Impreza WRX          | 1:35:51.3 | +10:39.8 | N4          |
| 8       | Lech Koraszewski     | Grzegorz Dudek     | Audi Coupé S2               | 1:36:24.1 | +11:12.6 | A8          |
| 9       | Tomasz Czopik        | Dariusz Burkat     | Mitsubishi Lancer Evo III   | 1:38:15.0 | +13:03.5 | N4          |
| 10      | Tomasz Kuchar        | Maciej Szczepaniak | Volkswagen Golf III Kit Car | 1:38:26.3 | +13:14.8 | A7          |